# Bewohnerparken
Bewohnerparken, Anwohnerparken oder Anrainerparken ist eine Maßnahme der Parkraumbewirtschaftung, bei der auf Autoparkplätzen besondere Regeln für die Menschen gelten, die in der Nähe wohnen.

## Deutschland
Bewohnerparken (früher: Anwohnerparken) ist in Deutschland durch das Straßenverkehrsgesetz vorgesehen und in der Straßenverkehrs-Ordnung im Einzelnen geregelt. Damit haben Ortsansässige die Möglichkeit, ein Straßenfahrzeug auch über einen längeren Zeitraum auf einem bestimmten Parkplatz zu parken. Dort können entweder ein Haltverbot mit Ausnahmen für Bewohner (sog. negative Beschilderung) oder Parkplätze, die durch Zusatzzeichen für Bewohner reserviert sind (sog. positive Beschilderung), eingerichtet sein. Dazu bedarf es eines Parkausweises, der von dem jeweiligen Bewohner bei der zuständigen Behörde der Gemeinde beantragt werden muss. Für die Ausstellung müssen Gebühren entrichtet werden. Der Parkausweis wird dann ausgestellt, wenn  nachgewiesen werden kann, dass sich der Parkplatz, auf den sich der Antrag bezieht, in der Nähe des eingetragenen Wohnortes befindet. Oft ist auch ein Nachweis notwendig, dass außerdem kein privater Stellplatz vorhanden ist. Dem im Bewohnerparkausweis aufgeführten Fahrzeug wird dann gestattet, im jeweiligen ausgeschilderten Bereich zu parken. Der Ausweis muss von außen gut lesbar sein und sich an der vorgeschriebenen Stelle im Inneren des Fahrzeuges befinden.

### Höhe der Gebühren in verschiedenen Städten
Bis 2020 waren die Gebühren für Bewohnerparkausweise bundeseinheitlich auf höchstens 30,70 Euro pro Jahr gedeckelt. (Gebührennummer 265 der GebOSt) Durch eine Gesetzesänderung wurde die Zuständigkeit auf die Länder übertragen (Einführung des § 6a Abs. 5a StVG), die somit die Möglichkeit haben, die Höhe der Gebühr freizugeben. Die Länder Baden-Württemberg, Hessen, Mecklenburg-Vorpommern, Niedersachsen, Nordrhein-Westfalen, Rheinland-Pfalz, Sachsen und Thüringen haben entsprechende Delegationsverordnungen zur Übertragung der Zuständigkeit an die Kommunen erlassen. Die Stadtstaaten Berlin, Bremen und Hamburg benötigen keine Delegationsverordnung. Im Juli 2021 führte erstmals Hamburg eine Bewohnerparkgebühr in Höhe von 45 € pro Jahr ein. Dutzende weitere Städte zogen nach. Ab April 2022 erhob die Stadt Freiburg Bewohnerparkgebühren in einer Höhe von bis zu 480 € pro Jahr gestaffelt nach Kategorien nach Länge der Fahrzeuge. Nach der Bestätigung der Angemessenheit der Höhe der Gebühren durch den Verwaltungsgerichtshof Baden-Württemberg im Juni 2022, erklärte das Bundesverwaltungsgericht im Juni 2023 die als Satzung erlassene Gebührenordnung aus formellen Gründen für unwirksam. Die Delegationsverordnung des Landes sah zwar eine Satzung vor, das Straßengesetz des Bundes eine Rechtsverordnung. Zusätzlich wurden die Tatbestände für Ermäßigung und Erlass der Parkgebühren aus sozialen Gründen mangels Rechtsgrundlage seitens des Bundes für unwirksam erklärt. Die Angemessenheit der Höhe der Gebühren wurde dagegen bestätigt.
| Stadt                     | Kosten/Jahr in Euro (mind.) |
| Bonn                      | 360                         |
| Münster                   | 260                         |
| Kaiserslautern            | 200                         |
| Freiburg                  | 200                         |
| Mainz (l*b*0,60*52 €)     | ca. 130 - 300               |
| Koblenz (l*b*0,45*52 €)   | ca. 100–200                 |
| Wiesbaden                 | 120                         |
| Frankfurt am Main         | 120                         |
| Köln (ab 3. Quartal 2024) | 100                         |
| Bremen                    | 75                          |
| Hamburg                   | 65                          |
| Stuttgart                 | 30,7                        |
| Leipzig                   | 30,7                        |
| Dortmund                  | 30,7                        |
| Hannover                  | 30,7                        |
| Duisburg                  | 30,7                        |
| München                   | 30                          |
| Essen                     | 30                          |
| Dresden                   | 30                          |
| Nürnberg                  | 30                          |
| Wuppertal                 | 30                          |
| Bielefeld                 | 26                          |
| Düsseldorf                | 25                          |
| Bochum                    | 22                          |
| Berlin                    | 10,2                        |

### Organisation der Ausweisung
Wie schnell Kommunen bei der Ausweisung neuer Parkraumbewirtschaftungszonen vorgehen, unterscheidet sich je nach den Verwaltungsprozessen und Strukturen vor Ort. Zur Einrichtung benötigt es bisher in der Regel einen politischen Auftrag, einen Nachweis des Parkdrucks, die Erarbeitung eines Konzepts, Bürgerbeteiligungs- oder Informationsveranstaltungen, die Beschaffung der Beschilderung, die Ausstellung von Bewohnerparkausweisen sowie Bereitstellung von Personal für die Überwachung der Parkraumbewirtschaftung.
Für die rechtssichere Einführung von Bewohnerparken ist de jure keine Mehrheit in kommunalpolitischen Gremien oder der Bevölkerung vor Ort vonnöten. Faktisch sind die Entscheidungen jedoch so umstritten, dass Verwaltungen in der Regel nicht ohne kommunalpolitische Beschlüsse tätig werden, selbst wenn die Voraussetzungen des StVG und der StVO erfüllt sind. In München dauerte der Prozess für die Einführung einer neuen Parkzone 2023 rund 2,5 Jahre und in Hamburg rund ein Jahr. Die höhere Geschwindigkeit Hamburgs liegt laut der Agora Verkehrswende an der Organisation des kompletten Prozesses innerhalb eines kommunalen Eigenbetriebs, des Landesbetriebs Verkehr. Im Berliner Bezirk Tempelhof-Schöneberg konnte der Prozess von über drei Jahren auf 1,5 Jahre verkürzt werden, indem die Prozesse innerhalb der Verwaltung optimiert wurden.

### Umbenennung in Bewohnerparken

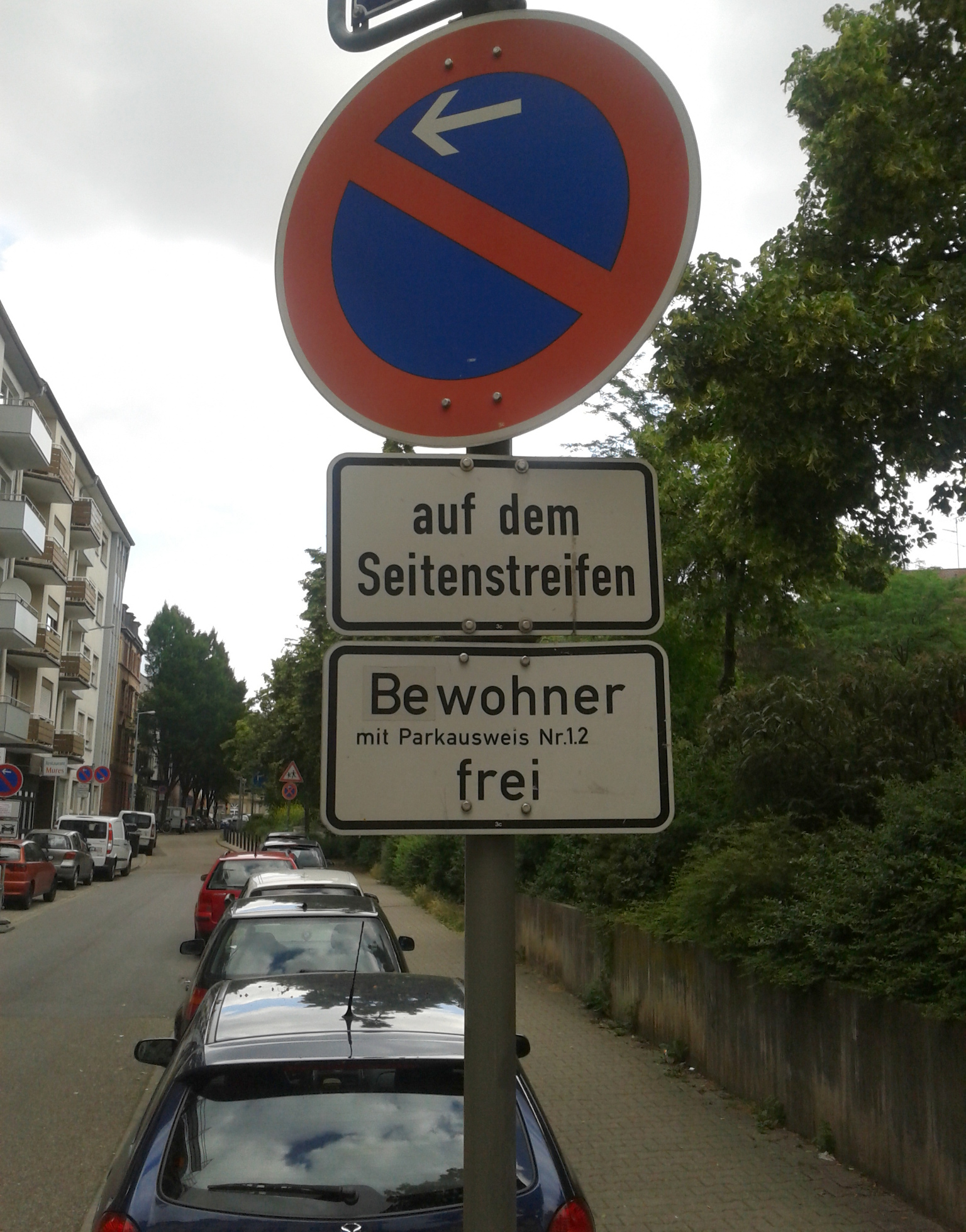
Schild Bewohnerparken in Mannheim, die Buchstaben „An“ wurden mit „Be“ überklebt

Im Mai 1998 wurde die Praxis, großflächige Anwohnerparkzonen zuzuweisen, wie sie bis dahin häufiger in Großstädten praktiziert worden war, durch das Bundesverwaltungsgericht für rechtswidrig erklärt. Grund dafür war, dass der „Begriff des Anwohners […] eine enge räumliche Verbindung zwischen Wohnung und Pkw-Abstellort“ verlangt. Damit hätten sich Anwohnerparkzonen in der Regel nicht über „mehr als zwei bis drei Straßen“ erstrecken dürfen. Die entsprechende Rechtsgrundlage zur Anordnung von flächenhaften Parkbevorrechtigungen für Anwohner war damit nicht vorhanden. Der Gesetzgeber änderte daraufhin das Straßenverkehrsgesetz und ersetzte den Begriff „Anwohner“ durch „Bewohner“. In der Folge änderte dann das Bundesministerium für Verkehr, Bau- und Wohnungswesen die Straßenverkehrs-Ordnung entsprechend. Um der Umbenennung Rechnung zu tragen, mussten bundesweit alle „Anwohner“- in „Bewohner“-Schilder geändert werden. Vielerorts geschah dies aus Kostengründen durch einfaches Überkleben der Buchstaben „An“ durch „Be“. Im August 2020 urteilte das Sächsische Oberverwaltungsgericht, dass eine Ausdehnung von 1.000 Metern nach der Allgemeinen Verwaltungsvorschrift zur Straßenverkehrs-Ordnung unter keinen Umständen überschritten werden dürfe, und kippte damit die Einführung einer Bewohnerparkzone in Leipzig (OVG Sachsen, Beschluss vom 21.08.2020 - 6 B 189/20).

## Europa
In europäischen Großstädten außerhalb Deutschlands liegen die Gebühren für das Bewohnerparken teilweise um ein Vielfaches höher. In den teuersten Stadtvierteln Londons werden bis zu 3.380 Euro jährlich fällig, in Stockholm bis zu 1.309 Euro, in Kopenhagen maximal 772 Euro pro Jahr. Es gibt jedoch auch Städte, in denen die Gebühren in einer ähnlichen Höhe erhoben werden wie in den teureren deutschen Städten. Zu dieser Gruppe zählen Reykjavík (bis zu 218 Euro pro Jahr) oder Wien (120 Euro jährlich).